# Sture Hovstadius
Carl Vilhelm Sture Hovstadius, född 17 april 1928 i Örebro, död 9 februari 2010 i Stockholm, var en svensk skådespelare.

## Biografi
Sture Hovstadius fick sin teaterutbildning vid Norrköping-Linköping Stadsteaters elevskola 1951–1953. Under elevtiden medverkade han bland annat i uppsättningar som Peer Gynt, Skattkammarön och Lorden från gränden. Han kom till Dramaten 1957 där han var engagerad i olika omgångar fram till 1987, bland annat i Hedersgästerna 1978, Mörkläggning 1980 och Den inbillade sjuke 1987. 
Han spelade i Lars Forssells pjäs Party på Lilla Teatern i Stockholm 1962, Arsenik och gamla spetsar på Scalateatern 1970 och Maximteatern 1983. Sommaren 1981 medverkade han hos Nils Poppe på Fredriksdalsteatern i Helsingborg. Han arbetade även vid stadsteatrarna i Malmö och Stockholm. 
Hovstadius gjorde även film, radio- och TV-teater. Han är gravsatt i minneslunden på Kungsholms kyrkogård.

## Filmografi
- 1956 – Nattbarn
- 1963 – Mordvapen till salu
- 1964 – Henrik IV
- 1968 – Lärda fruntimmer
- 1968 – Markurells i Wadköping (TV-serie)
- 1973 – Tom Sawyers äventyr
- 1973 – Robin Hood (röst)
- 1973 – Revisorn
- 1974 – Straffet (TV-serie)
- 1975 – Ungkarlshotellet
- 1977 – 91:an och generalernas fnatt
- 1980 – Ett drömspel
- 1980 – Mannen som blev miljonär
- 1980 – Sverige åt svenskarna
- 1981 – Babels hus (TV-serie)
- 1981 – Hans Christian och sällskapet
- 1981 – Pelle Svanslös (röst)
- 1982 – Dubbelsvindlarna (TV-serie)
- 1982 – Ingenjör Andrées luftfärd
- 1982 – Sten Stensson Steen går igen
- 1983 – Kalabaliken i Bender
- 1983 – Spanarna (TV-serie)
- 1985 – Taran och den magiska kitteln (röst)
- 1987 – I dag röd (TV-serie)
- 1988 – Den inbillade sjuke
- 1988 – Enkel resa
- 1988 – Landet för länge sedan (röst)
- 1988 – SOS – en segelsällskapsresa
- 1989 – Hassel – Offren
- 1990 – Rosenbaddarna (TV-serie)
- 1990 – Fiendens fiende (TV-serie)
- 1991 – T. Sventon och fallet Isabella
- 1991 – "Harry Lund" lägger näsan i blöt!
- 1992 – Kvällspressen (TV-serie)
- 1992 – Min store tjocke far
- 1995 – Vita lögner
- 1997 – Irma & Gerd (TV-serie)
- 2001 – Greetings
- 2001 – Jordgubbar med riktig mjölk
- 2001 – Atlantis – En försvunnen värld (röst)

## Teater

### Roller (ej komplett)
| År   | Roll                      | Produktion                                                                         | Regi                                                   | Teater                           |
| ---- | ------------------------- | ---------------------------------------------------------------------------------- | ------------------------------------------------------ | -------------------------------- |
| 1951 |                           | Robespierre Rudolf Värnlund                                                        | Johan Falck                                            | Norrköping-Linköping stadsteater |
| 1952 |                           | Drömresan Gunnar Falk                                                              | Sture Ericson                                          | Norrköping-Linköping stadsteater |
| 1952 | Tuppfjät                  | Askungen (Cinderella) Charlotte B Chorpenning                                      | Sture Ericson                                          | Norrköping-Linköping stadsteater |
| 1952 | Lord Jasper               | Lorden från gränden (Me and My Girl) L Arthur Rose och Noel Gay                    | Nils Poppe                                             | Norrköping-Linköping stadsteater |
| 1953 |                           | Peer Gynt Henrik Ibsen                                                             | Johan Falck                                            | Norrköping-Linköping stadsteater |
| 1953 |                           | Ljuva ungdomstid (Ah, Wilderness) Eugene O’Neill                                   | Rune Carlsten                                          | Norrköping-Linköping stadsteater |
| 1953 |                           | Skattkammarön (Treasure Island) Robert Louis Stevenson                             | Sture Ericson                                          | Norrköping-Linköping stadsteater |
| 1957 | Omeletov, kammarförvant   | Frieriet (Женитьба, Zhenitba) Nikolai Gogol                                        | Anita Blom                                             | Parkteatern                      |
| 1958 | Lord Canterville          | Spöket på Canterville (The Canterville Ghost) Oscar Wilde                          | Åke Edin                                               | Riksteatern                      |
| 1960 |                           | Kvartetten som sprängdes Birger Sjöberg                                            | Åke Falck                                              | Skansens friluftsteater          |
| 1961 | Grävlingen                | Herr Paddas bravader (Toad of Toad Hall) Kenneth Grahame                           | Jan Hemmel                                             | Stockholms skolbarnsteater       |
| 1962 |                           | Tolvskillingsoperan (Die Dreigroschenoper) Bertolt Brecht och Kurt Weill           | Gösta Folke                                            | Malmö stadsteater                |
| 1962 | Wesley Philups            | Leon Phitts är död (Leon Phitts Is Dead) Mark Zalk                                 | Hans Abramson                                          | Lilla Teatern                    |
| 1962 | Sjukvårdare 1             | Party: Picknick på slagfältet (Pique-nique en campagne) Fernando Arrabal           | Jackie Söderman                                        | Lilla Teatern                    |
| 1962 | Fadern                    | Party: De tre hjältarna (I tre bravi) Dario Fo                                     | Jackie Söderman                                        | Lilla Teatern                    |
| 1962 | Mannen som beudrar        | Party: Drömmar i Omsk Lars Forssell                                                | Jackie Söderman                                        | Lilla Teatern                    |
| 1964 | Larbi Bankiren            | Skärmarna (Les Paravents) Jean Genet                                               | Per Verner-Carlsson                                    | Stockholms stadsteater           |
| 1967 | Vielgeschrei              | Den jäktade (Den stundesløse) Ludvig Holberg                                       | Kotti Chave                                            | Skansens friluftsteater          |
| 1970 |                           | Arsenik och gamla spetsar (Arsenic and Old Lace) Joseph Kesselring                 | Hasse Ekman                                            | Scalateatern                     |
| 1973 | Major Samzelius m. fl.    | Gösta Berlings saga Selma Lagerlöf                                                 | Johan Bergenstråhle Marie-Louise De Geer Bergenstråhle | Stockholms stadsteater           |
| 1977 | Invalid Gammal bonde      | Slaget vid Lobositz (Die Schlacht bei Lobositz) Peter Hacks                        | Friedo Solter                                          | Stockholms stadsteater           |
| 1977 | Vaktmästaren              | Ranstadvalsen Jan Guillou och Gunnar Ohrlander                                     | Margaretha Byström                                     | Dramaten                         |
| 1977 | Liputin                   | Onda andar(Бесы, Bésy) Fjodor Dostojevskij                                         | Ernst Günther                                          | Dramaten                         |
| 1978 | Domarrösten (band)        | Vargen (Claw) Howard Barker                                                        | Barbro Larsson                                         | Dramaten                         |
| 1981 | Professor Valdemar Willer | Sten Stensson Stéen går igen Carro Bergkvist och Arne Wahlberg                     | Egon Larsson                                           | Fredriksdalsteatern              |
| 1983 |                           | Sköna Helena (La Belle Hélène) Jacques Offenbach, Henri Meilhac och Ludovic Halévy | Olof Willgren                                          | Fria Proteatern                  |
| 1983 |                           | Arsenik och gamla spetsar(Arsenic and Old Lace) Joseph Kesselring                  | Lars Amble                                             | Maximteatern                     |
| 1984 |                           | Emil i Lönneberga Astrid Lindgren                                                  | Staffan Götestam                                       | Göta Lejon                       |

## Radioteater

### Roller
| År   | Roll                 | Produktion                              | Regi      |
| ---- | -------------------- | --------------------------------------- | --------- |
| 1960 | Överkonstapel Björck | Kvartetten som sprängdes Birger Sjöberg | Åke Falck |